# Cantica Symphonia
Cantica Symphonia es un grupo vocal e instrumental italiano especializado en la interpretación del repertorio polifónico medieval y renacentista. Fue fundado en 1995 por su director Giuseppe Maletto y por Svetlana Fomina.
Interpretan principalmente un repertorio que se extiende desde finales del siglo XIV hasta mediados del siglo XVI. Gran parte de su discografía ha estado dedicada al compositor franco-flamenco Guillaume Dufay.
Los compositores Filippo Del Corno, Carlo Galante y Yakov Gubanova han compuesto música específicamente para Cantica Symphonia.
Sus componentes, tanto cantantes como instrumentistas, han trabajado en algunos de los principales grupos especializados en el campo de la música antigua como Mala Punica, Hespèrion XXI, La Venexiana, Concerto Italiano o Tetraktys. 

## Discografía
El grupo ha grabado para las discográficas Stradivarius, Opus 111 y desde el año 2005 graba para Glossa.
- 1997 - Festa: Mottetti. Stradivarius 33439.
- 1998 - Dufay: Fragmenta Missarum. Stradivarius "Dulcimer" 33440.
- 1999 - Dufay: Missæ Resvellies vous / Ave regina coelorum. Stradivarius "Echo" 11013.
- 2000 - Almisonis Melos. Latin Motets and Mass Fragments in the Ivrea Codex. Opus 111 30-309.
- 2001 - Festa: Mottetti, Vol. 2. Stradivarius 33585.
- 2004 - Monteverdi: Missa In illo tempore / Cavalli: Missa pro defunctis. Stradivarius Dulcimer 33665.
- 2005 - Dufay: Tempio dell'Onore e delle Vertù. Chansons by Guillaume Dufay. Glossa "Platinum" 31903.
- 2005 - Dufay: Quadrivium. Motets, vol. 1. Glossa "Platinum" 31902.
- 2008 - Dufay: Supremum est mortalibus bonum. Motets, vol. 2. Glossa 31904.
- 2008 - Stella del nostro mar. Past and present reflections of the Marian inspiration. Glossa 31905.
- 2009 - Busnois: L'homme armé. Glossa 31906.
- 2014 - Dufay: The Masses for 1453 (Missa Se la face ay pale / Missa L'homme armé). Glossa 31907.
- 2015 - Isaac: Missa Misericordias Domini & Motets. Glossa P31908.
- 2017 - Claudio Monteverdi: Vespro della Beata Vergine, con La Compagnia del Madrigale y el conjunto La Pifarescha. Glossa 922807
- 2020 - Josquin Desprez: Stabat Mater. Marian motets and instrumental songs. Glossa 31909.